# Hexacyrtis
Hexacyrtis, monotipski biljni rod iz porodice mrazovčevki, smješten u tribus Colchiceae. Jedina vrsta H. dickiana je kritično ugrožena a raste jedino u južnoafričkoj provinciji Northern Cape i susjednoj Namibiji, točnije od Swakopmunda do Alexander Baya.
Trajnica; geofit.